# Georget Bertoncello
Georget Bertoncello, né le 3 septembre 1943 à Charleroi et mort le 22 décembre 2019, est un joueur de football belge. Il évoluait au poste d'attaquant.

## Biographie
Georget Bertoncello est le fils d'immigrés italiens. Il rejoint le Sporting Charleroi dans les équipes de jeunes et fait ses débuts en équipe première pendant la saison 1959-1960. Il a alors 16 ans et le Sporting évolue en division 2. Il fait partie d'une génération jeune mais talentueuse composée, entre autres, de Jean-Paul Spaute et d'André Colasse.
Malgré sa petite taille (1,68 m) et son surpoids récurrent (il pesait environ 80 kg), Berto (son surnom) devient rapidement un favori du public carolo évoluant à l'attaque comme extérieur gauche. Ses dribbles et son sens du but propulsent Charleroi dans la première moitié de la division 2 chaque année.
En 1964, sa carrière fait un pas en avant. Il se retrouve en première division au FC Liège, où il est côtoie Denis Houf, Victor Wegria, Julien Onclin et Yves Baré. Il forme un trio d'attaque efficace avec  Victor Wegria et Claude Croté. Lors de sa première saison avec les Liégeois, il  participe à la coupe des villes de foires. Bertoncello et ses coéquipiers éliminent successivement les Espagnols du FC Valence ainsi que le Football Club Utrecht, mais perdent ensuite lors des huitièmes de finale face à l'Atlético Madrid. Bertoncello inscrit trois buts en Coupe d'Europe cette saison-là. En 1966-1967, les Sangs et Marines terminent troisièmes du championnat belge.
Georget Bertoncello retourne en 1967 au Sporting Charleroi qui, entretemps, a réintégré la division 1 depuis la saison précédente. Il devient vice-champion de Belgique en 1969 derrière le Standard de Liège. C'est encore aujourd'hui le meilleur résultat pour le club du Hainaut. Deux ans plus tard, cependant, les Carolos redescendent en deuxième division. Bertoncello reste fidèle au club et retourne au plus haut niveau avec Charleroi en 1974.
Il termine sa carrière à l'Olympic Charleroi et à l'UR Namur  en 1978. 
Après sa carrière de footballeur, il dirige un café près du stade du Pays de Charleroi et devient entraîneur de clubs de la région tels que La Louvière, Mariembourg, Aiseau, Farciennes, Châtelineau et son ex-club de Namur. En mars 2003, il a été condamné à huit mois d'emprisonnement pour fraude et usage de faux. Quelques mois plus tard, il a été élu « Zèbre du Siècle » lors du centenaire du club carolo.
Georget Bertoncello décède le 22 décembre 2019 à la suite d'un second accident vasculaire cérébral.

## Palmarès
- Vice-champion de Belgique en 1968-1969 avec le Sporting Charleroi